# Аеродром Нирнберг
Аеродром Албрехт Дирер Нирнберг је међународни аеродром немачког града Нирнберга, у савезној покрајини Баварској. Аеродром је смештен 5 km северно од Нирнберга. Од 2014. године аеродром носи име знаменитог ренесансног немачког сликара Албрехта Дирера.
Аеродром у Нирнбергу је десети по обиму путника у Немачкој - 2018. године кроз аеродром је прошло близу 4,5 милиона путника.
Аеродром Минхен је кључна за нискотарфне авио-превознике „Рајанер” и „Јуровингс”.